# Indianisation de l'Indonésie

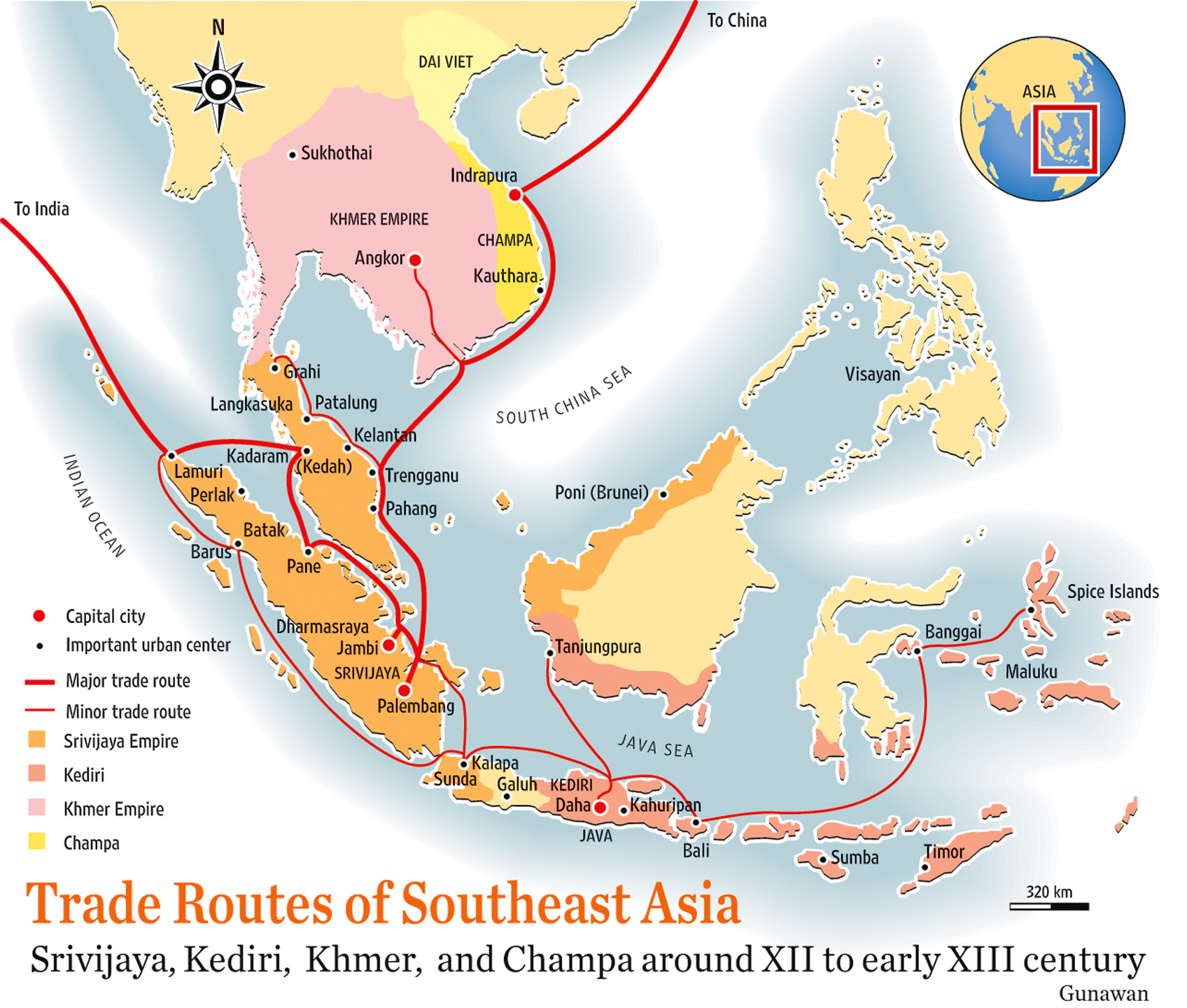
Carte des flux commerciaux maritimes et des grands états indianisés (à l'exception du Dai Viet) en Insulinde et en Indochine, entre les.

Voyageant à travers Java et Bali en 1927, l'écrivain  bengali Rabindranath Tagore s'écrie : « Je vois l'Inde partout, mais ne la reconnais pas! ». L'île de Bali, la seule véritable destination touristique internationale de l'Indonésie, est en effet la seule société traditionnelle d'Indonésie à être restée essentiellement hindouiste. Et le visiteur de Java peut facilement constater la présence de monuments religieux bouddhiques et hindouistes construits entre les VIIIe et XVIe siècles, et assister à des spectacles dont l'histoire est tirée des grandes épopées indiennes du Mahābhārata et du Ramayana.
Écrit entre le IIIe siècle av. J.-C. et le IIIe siècle apr. J.-C., le Ramayana mentionne les noms de Suvarnadvipa, « l'île de l'or », qui désigne sans doute Sumatra, et de Yavadvipa, « l'île du millet », c'est-à-dire Java. La côte Sumatra a longtemps été en effet été une région productrice d'or. Quant à Java, avant de devenir une grande productrice de riz, elle a longtemps produit du millet.
Le plus ancien vestige bouddhique trouvé en Indonésie est une statue en bronze de Bouddha, de style Amaravati, située dans l'Ouest de Célèbes et datant du IIIe ou IVe siècle. À Sumatra, on a trouvé plusieurs sites de vestiges bouddhiques dans la province de Riau, notamment à Muara Takus, et dans la province des îles Riau, une inscription sur l'île de Karimun. À Java, on a trouvé à l'est de Jakarta une inscription en sanscrit et en écriture pallava, des statues de Vishnu et des constructions bouddhiques que l'on date des alentours de 450 apr. J.-C.
On ne connaît pas encore très bien les circonstances qui ont amené à l'introduction de concepts et de modèles culturels et religieux indiens en Malaisie et en Indonésie. On peut seulement constater leur présence au moins dès 450 apr. J.-C.
En l'an 2000, des fouilles effectuées à l’embouchure du fleuve Musi dans le sud de Sumatra ont révélé des sites portuaires qu’on date du Ier siècle apr. J.-C. Ces sites ne présentent pas de trace d’influence culturelle indienne, bien qu'on y ait trouvé des objets d’origine notamment chinoise qui montrent que ces sites commerçaient avec la Chine et l’Inde. Et des fouilles commencées en 2002 à l'est de Jakarta ont pour but une meilleure connaissances de structures antérieures aux constructions bouddhiques de ses sites.
L'étude des sociétés austronésiennes actuelles donnent des éléments permettant de reconstituer l'organisation sociale et politique des habitants de l'Indonésie avant l'apparition de modèles indiens. On pense que leur société était relativement égalitaire et que la fonction de chef n'y était pas héréditaire, mais reposait sur les qualités personnelles de celui (ou celle) qui l'exerçait.
Vers 100 apr. J.-C., l'ouverture de routes maritimes entre la Chine et l'Inde fait des ports de la péninsule Malaise et de Sumatra une escale obligée. En effet, la navigation dépend des vents, donc du rythme de la mousson. Les bateaux sont souvent contraints de s'arrêter dans le sud de Sumatra, qui est à la fois en droiture pour une navigation en provenance de Chine et à l'entrée du détroit de Malacca que doivent emprunter les bateaux pour aller en Inde.
Cette participation au commerce international se traduit par un afflux de richesse qui profite de manière inégale aux membres des sociétés des cités portuaires. Certains réussissent mieux que d'autres. Ils doivent alors justifier de cette plus grande richesse aux yeux de la société dans laquelle ils vivent. On pense que c'est comme ça que le concept indien de roi (raja) et de royauté est adopté. Plus généralement, ces personnes plus riches que les autres adoptent des concepts et des modèles à la fois politiques et culturels indiens pour légitimer leur nouvelle position.
On a longtemps pensé que cette « indianisation » avait été apportée par des « Indiens de haute caste (qui) seraient venus chercher fortune aux pays de l'or et des épices . » On pense maintenant qu'elle a été un processus indigène sélectif, c'est-à-dire que c'était l'élite locale qui choisissait ce qui lui convenait dans les cultures étrangères. Plusieurs facteurs argumentent dans ce sens :
- bien que le système de caste soit adopté (il existe toujours à Bali, dont la société est restée hindouiste), il correspond plutôt à une formalisation des classes sociales et ne connaît pas cette division en corps fermés socialement et professionnellement.
- dans la région constituée par l'est du golfe du Bengale et le sud de la Mer de Chine méridionale, les Austronésiens, peuple marin, sont les principaux acteurs dans la navigation et le commerce.
- ces Austronésiens avaient des échanges aussi bien avec les Chinois que les Indiens, et avaient donc deux systèmes culturels dans lesquels choisir des modèles, mais ont opté pour l'indien.

Cette adoption de modèles indiens était sans doute d'autant plus facile que, comme le signale  Paul Mus, l'Inde partageait avec les sociétés de l'Asie du Sud-Est un fond commun pré-aryen et que les indigènes « n'ont peut-être pas eu toujours conscience de changer de religion en adoptant celle de l'Inde. » Son but était la légitimation du souverain. Celle-ci était affirmée par des rituels destinés à faire du roi l'incarnation d'une divinité hindou ou de Bouddha. Le Nagarakertagama, un poème épique écrit en 1365, dit ainsi du roi Hayam Wuruk de Majapahit qu'« il est Shiva et Bouddha ». Il s'agissait de convaincre la société que la prospérité dépendait du respect envers le souverain.
Compte tenu de la conception traditionnelle du chef dans les sociétés austronésiennes, ce nouveau système politique se traduisait certainement par une lutte permanente entre le souverain et les princes auxquels il prétendait imposer sa suzeraineté. En outre, la nécessité de maintenir sa richesse, base de son pouvoir, poussait le souverain à reconnaître la suzeraineté de la Chine, prix à payer pour que celle-ci accepte la venue de bateaux indonésiens dans ses ports. Les textes chinois mentionnent les innombrables « ambassades » en provenance de Java. La fiction qu'imposait la Chine était celle de princes venant verser tribut à l'empereur, qui en retour les gratifiait de cadeaux.

## Sources
- Cribb, Peter, Historical Atlas of Indonesia, Nordic Institute for Asian Studies, 2000
- Manguin, Pierre-Yves, "The Archaeology of the Early Maritime polities of Southeast Asia", in Bellwood P. and I. Glover, eds., Southeast Asia : from Prehistory to History, 2004
- Wolters, O. W., Early Indonesian commerce